# Nelson Rattenbury
Nelson Rattenbury (1907-1973) est un industriel et un homme politique canadien du Nouveau-Brunswick.

## Biographie
Nelson Rattenbury naît le 27 février 1907 à Charlottetown, dans l'Île-du-Prince-Édouard.
Il est nommé sénateur sur avis de Lester Pearson le 14 février 1964 et le reste jusqu'à sa mort, le 27 mai 1973.